# Bogovich Károly
Bogovich Károly (Zemplén vármegye, 1780 körül – ?) mérnök.

## Életpályája
Pontos születési helye és ideje, valamint halálozásának adatai nem ismertek, Zemplén vármegyében született 1780 körül. 1819-ben Zemplén vármegye első földmérőjeként volt ismert. Mérnöki oklevelét a pesti Institutum Geometricumban 1808-ban nyerte.
1823-ban a Duna felvételéhez rendelték ki. Lejtmérési munkálataikkal, Huszár Mátyással és Holecz Andrással a Hortobágyon és a Veresnádon át egységes szintezési hálózatot hoztak létre Nagyszőlőstől Szegedig.

## Munkássága
- Dolgozott a Bodrog, a Laborc, a Tisza és a Tapoly szabályozásának tervein, valamint a Bodrog több más mellékfolyójának felvételén is.
- A Tokajnál levő torkolathoz műtárgyakat is tervezett.
- Nagyszőlőstől a Hortobágyig ő végezte e vidék első lejtmérését.